# 李健仁
李健仁（リー・キンヤン、英語: Lee Kin-yan、拼音: Lǐ Jiànrén)は、香港の俳優。
周星馳の幾つかの映画にて副監督を務め、また鼻クソをほじっている女装男役でしばしば出演する。あだ名は如花 (広東語: yu fa; 北京官話:Rúhuā)。

## 出演作品
- 美女食神 (2007)
- Bet to Basic (2006)
- 西遊記リローデッド A Chinese Tall Story (2005)
- カンフー麻雀2 雀聖2自摸天后 (2005)
- The China's Next Top Princess (2005)
- Sex and the Beauties (2004) - レストランの主人
- 少林サッカー 少林足球 (2001) - マニー
- Troublesome Night 5 (1999) - 警官の幽霊
- 9413 (1998) .... Fatty Chuen
- ラッキー・ガイ 行運一條龍 (1998)
- Troublesome Night 3 (1998) - Edgy Funeral Director
- 03:00 A.M. (1997) - Shing
- ハッスル・キング 算死草 (1997)
- 愛上100%英雄 愛上百份百英雄 (1997) - Tinnyのマネージャー
- Cause We Are So Young (1997) (クレジットなし)
- Killing Me Tenderly (1997)
- 食神 食神 (1996) - ファンクラブメンバー
- 008皇帝ミッション 大内密探零零發 (1996) - Emperor's Mistress
- Out of the Dark (1995)
- Once Upon a Time in Triad Society 2 (1996)
- ミラクルマスクマン/恋の大変身 百變星君 (1995) - Siu-Fu
- 0061北京より愛をこめて!? 國產凌凌漆 (1994) - Whore
- 広州殺人事件 九品芝麻官(1994) - Servant
- チャイニーズ・オディッセイ Part2 永遠の恋 西遊記第壹佰零壹回之月光寶盒 (1994)
- チャイニーズ・オディッセイ Part1 月光の恋 西遊記大結局之仙履奇縁 (1994)
- 詩人の大冒険 唐伯虎點秋香 (1993)